# Zicherie
Zicherie ist ein Ortsteil des Fleckens Brome im Osten des niedersächsischen Landkreises Gifhorn. Zur Zeit der innerdeutschen Grenze bildete er mit dem direkt benachbarten Dorf Böckwitz jenseits der Grenze ein bekanntes Symbol der deutschen Teilung. 

## Geographie
Zicherie liegt rund 70 Meter über Normalnull unmittelbar an der Grenze zu Sachsen-Anhalt. Geologisch liegt es auf der Calvörder Scholle. Die Umgebung ist mit Feldern und einem Waldstück im Süden der Gemarkung ländlich geprägt. Im Norden der Gemarkung Zicherie liegt der 90,7 Meter hohe Büchenberg. Zicherie hat 294 Einwohner.
Der Klötzer Ortsteil Böckwitz liegt unmittelbar östlich von Zicherie, dazwischen befindet sich der schmale Grenzgraben. Brome liegt etwa drei Kilometer entfernt Richtung Norden. Kaiserwinkel liegt rund sechs Kilometer südwestlich, Croya drei Kilometer südwestlich. Nach Tülau-Fahrenhorst sind es in westlicher Richtung rund vier Kilometer.

## Geschichte

### Bis zum Zweiten Weltkrieg

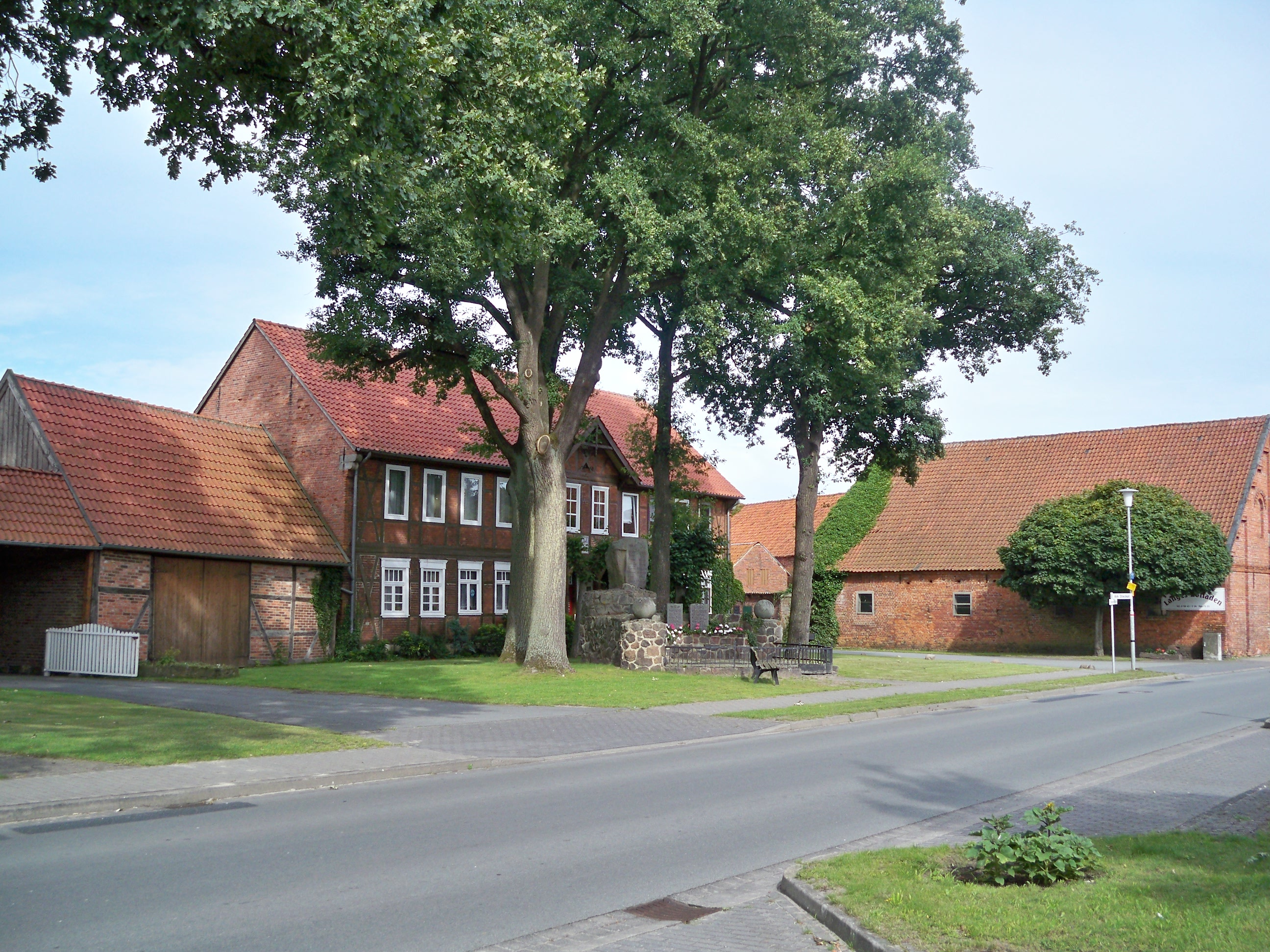
Dorfzentrum mit Ehrenmal

Zicherie ist ursprünglich eine wendische Siedlung. Der Name stammt offenbar von altslawischen sékyra (deutsch: Axt). 1563 wurde der Ort als Zichirie, 1670 als Zecherey erwähnt.
Der Ort wurde als Rundling erbaut. 1548 gelangte der Ort von Fritz VII. von der Schulenburg über Umwege an das Adelsgeschlecht Bartensleben. Im Dreißigjährigen Krieg wurde mehr als die Hälfte der Häuser zerstört. 
Bis in das 19. Jahrhundert war Zicherie durch niedersächsische Hallenhäuser geprägt. Der Ort wurde durch neue Bauten zum Haufendorf. 1838 wurde am Büchenberg eine Ziegelei eingerichtet, deren Betrieb nach dem Erschöpfen der Tonvorkommen 1927 eingestellt wurde. 1872 wurde der „Schützenverein Zicherie-Böckwitz“ gegründet, 1920 der „Fußballclub Zicherie“. Bis etwa 1946 existierte nordwestlich des Ortes eine Windmühle. Heute stehen dort Wohnhäuser, der Straßenname ist Mühlenweg. Im Ersten Weltkrieg starben in Kampfhandlungen 16 Zicherier, im Zweiten Weltkrieg 22. Viele Zicherier waren damals mit Menschen im direkt benachbarten Böckwitz verwandt oder verschwägert. Die Kinder aus Zicherie besuchten die Böckwitzer Volksschule, die einzige Gaststätte mit großem Saal stand ebenfalls in Böckwitz. Der Fußballverein der beiden Dörfer war dagegen in Zicherie angesiedelt.

### Zicherie als Ort an der innerdeutschen Grenze

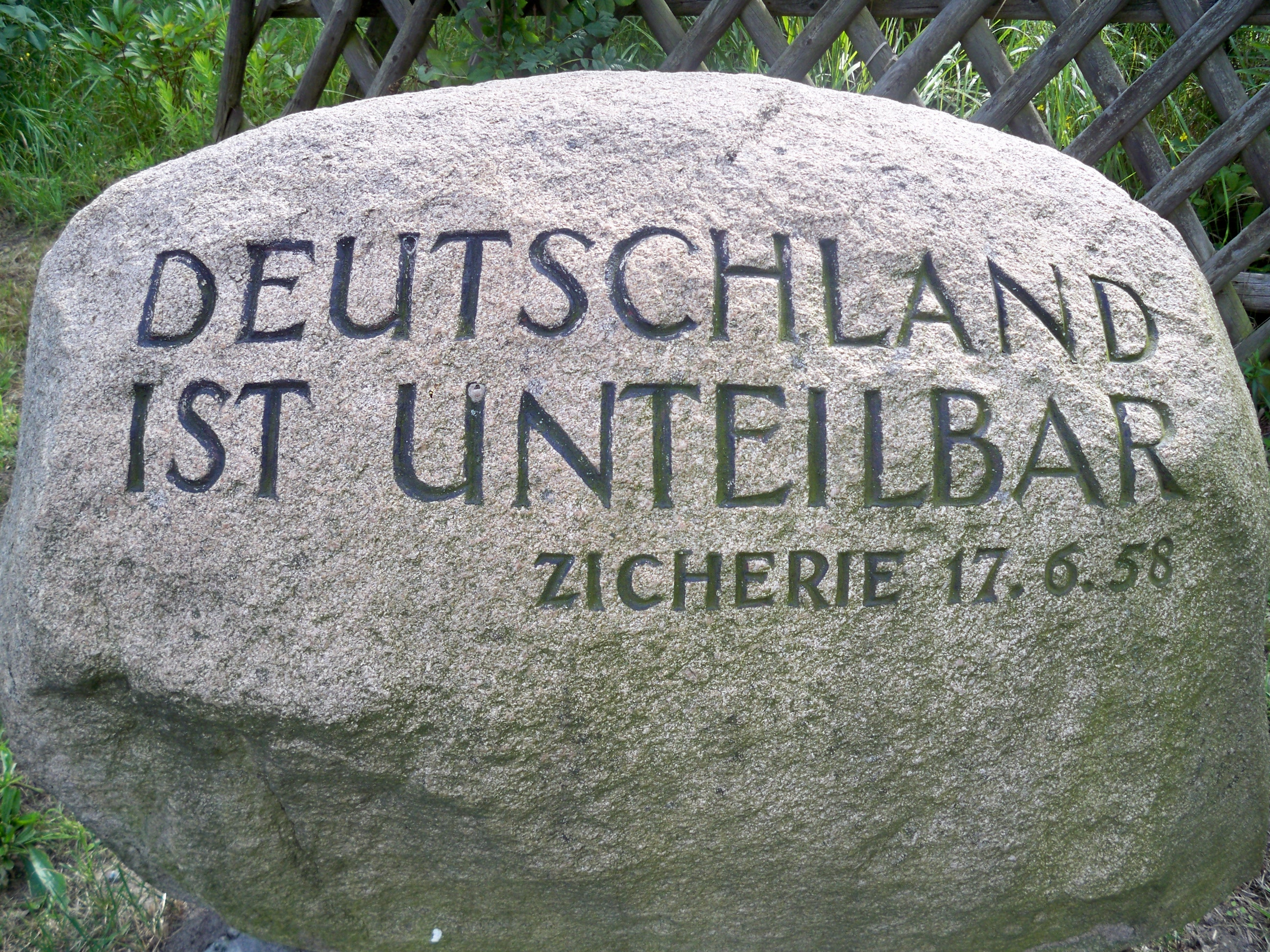
Gedenkstein an der Grenze

Mit der Einrichtung und dem Ausbau der innerdeutschen Grenze wurden Zicherie und Böckwitz trotz räumlicher Nähe getrennt. Die Zicherier Schüler durften mit der Einrichtung der Sowjetischen Besatzungszone die Böckwitzer Schule nicht mehr besuchen. In den ersten Jahren nach 1945 waren Kontakte noch möglich, nach der Währungsreform 1948 jedoch erschwert. 1950 wurde sogar der gemeinsame Schützenverein der beiden Dörfer wiedergegründet. 1952 wurde die Grenze als Reaktion der DDR auf den Abschluss des Deutschland-Vertrages zwischen der Bundesrepublik Deutschland und den drei westlichen Besatzungsmächten weitgehend abgeriegelt, einige grenznahe Häuser in Böckwitz wurden abgerissen. Nachbarschaftliche Beziehungen waren nun nicht mehr möglich. Zicherie und Böckwitz wurden so aus westdeutscher Sicht zum Symbol für die Teilung Deutschlands. Der Schützenverein hatte fortan nur noch Mitglieder aus Zicherie, der FC Zicherie musste ohne die Spieler aus Böckwitz 1953 seinen Spielbetrieb einstellen. 1958, am Vortag des fünften Jahrestages des Aufstands vom 17. Juni 1953, wurde in Zicherie ein Findling mit der Aufschrift „Deutschland ist unteilbar“ aufgestellt. Das Kuratorium Unteilbares Deutschland errichtete ein „Zonenrandhaus“. Am 17. Juni 1959 versammelten sich Tausende Menschen in Zicherie, um auf die Unmenschlichkeit der Grenze aufmerksam zu machen.

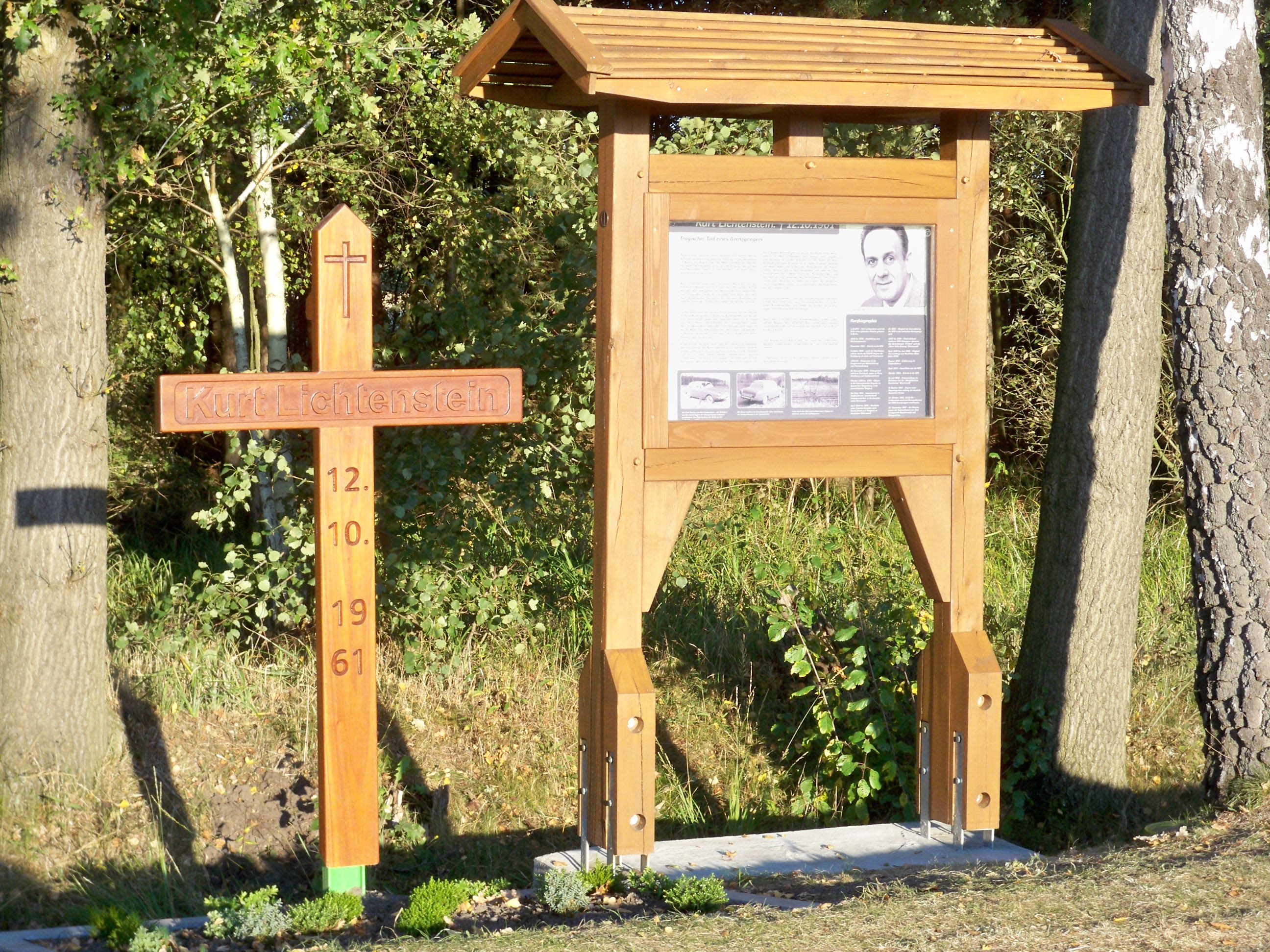
Gedenkstätte für Kurt Lichtenstein südlich von Zicherie

Am 12. Oktober 1961 versuchte der westdeutsche Journalist Kurt Lichtenstein, vom Gebiet im Süden der damaligen Gemeinde Zicherie kommend, mit DDR-Landarbeitern zu sprechen. Er wurde als erster Mensch nach dem Bau der Berliner Mauer von Grenztruppen der DDR erschossen. 
Am 28. Juli 1964 besuchte der damalige Bundespräsident Heinrich Lübke den Ort und die Grenzanlagen. 

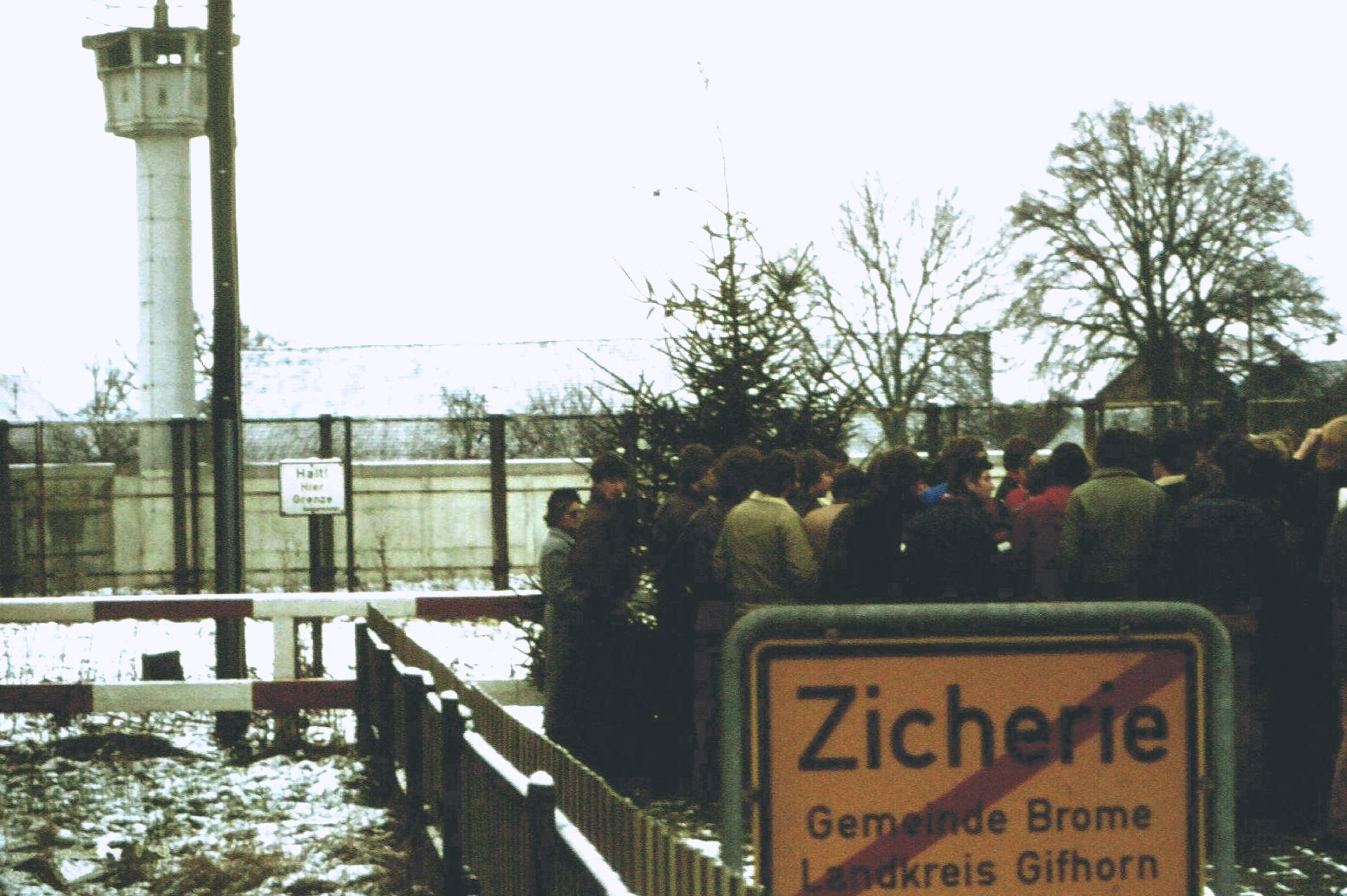
Blick von Zicherie nach Böckwitz (1979)

Zicherie wuchs nach 1945 in Richtung B 244 und nach Süden. Zahlreiche Neubürger waren Flüchtlinge aus den benachbarten Ortschaften jenseits der Grenze. 1952 wurde ein Schulgebäude errichtet. Die Schule wurde 1969 geschlossen; die Schüler besuchten fortan die Schule in Brome. Das Schulgebäude wurde zur „Politischen Bildungsstätte ‚Haus Altmark‘“ umgebaut. Sie wurde in öffentlicher Trägerschaft 1977 eröffnet. Fortan fanden hier Tagungen und Jugendfreizeiten statt. Nach der Grenzöffnung wurde das Haus 1997 geschlossen. 
Am Waldrand südlich von Zicherie wurden seit etwa 1970 durch ein Beton- und Mörtelwerk Sand und Kies abgebaut. Ein Gasthaus an der Böckwitzer Straße und die beiden Gemischtwarenläden wurden inzwischen geschlossen.
1978 wurde rund 400 Meter am Waldrand südlich des Ortes an der Bundesstraße 244 ein Hotel mit Gaststätte und öffentlich zugänglichem Wildgehege eingerichtet. Die Gaststätte wurde 2016 geschlossen. 1981 wurde ein Besucher des Schützenfestes von DDR-Grenztruppen verhaftet, weil er die Grenze um knapp 20 Meter überschritten hatte. Er musste daraufhin eine zweijährige Zuchthausstrafe verbüßen.

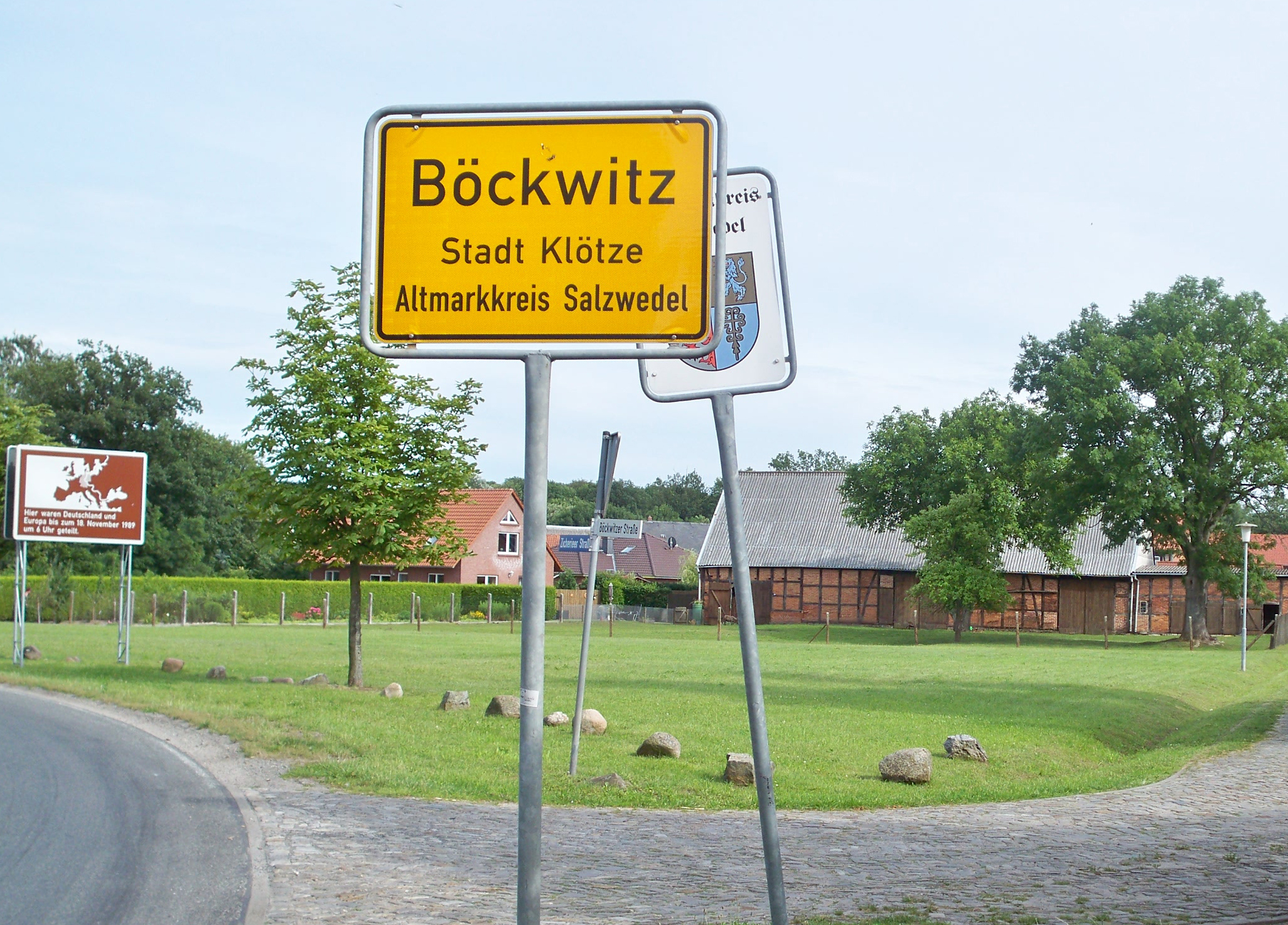
Blick von Zicherie nach Böckwitz (2011)

Bereits sieben Tage nach dem Fall der Berliner Mauer begann der Abbau der Mauer zwischen den beiden Dörfern, am 18. November 1989 konnte die Straße von Zicherie nach Böckwitz erstmals wieder befahren werden. Der Schützenverein wurde zum dritten Mal gegründet. Etwa 1,5 Kilometer südlich von Zicherie blieb auf östlicher Seite ein Teil der Grenzanlagen, erweitert um Demonstrationsobjekte, als „Grenzlehrpfad“ bestehen. Hans-Dietrich Genscher pflanzte dort 1998 zur Einweihung einen Ahorn, der später jedoch vertrocknete bzw. abstarb, heute steht hier eine Eiche.
Anders als vor der Grenzziehung gibt es heute keine gemeinsamen Einrichtungen außer dem Schützenverein Zicherie-Böckwitz, dem aber 2007 nur noch acht Böckwitzer angehörten. Die Schüler besuchen unterschiedliche Schulen, die Feuerwehren dürfen die Landesgrenze nicht überqueren.

### Einwohnerentwicklung und administrative Zuordnung
| Jahr      | 1811 | 1821 | 1848 | 1871 | 1905 | 1910 | 1925 | 1933 | 1939 | 1950 | 1961 | 1971 | 1984 | 2011 | 2020 |
| --------- | ---- | ---- | ---- | ---- | ---- | ---- | ---- | ---- | ---- | ---- | ---- | ---- | ---- | ---- | ---- |
| Einwohner | 97   | 138  | 169  | 185  | 247  | 246  | 243  | 226  | 218  | 464  | 304  | 264  | 303  | 254  | 294  |

1984 gab es in Zicherie 19 landwirtschaftliche Betriebe, 15 weniger als 1971.
Am 1. Juli 1965 wurde die Gemeinde Zicherie Teil der Samtgemeinde Brome. Am 1. März 1974 wurde die Gemeinde in den Flecken Brome eingemeindet, am 15. März 1974 wurde sie zusammen mit Brome Teil der um die Samtgemeinde Rühen erweiterten Samtgemeinde Brome.

## Infrastruktur
Zicherie verfügt über ein Dorfgemeinschaftshaus und einen Friedhof mit Kapelle. Der Ort gehört zur evangelisch-lutherischen Kirchengemeinde „Brome I“ und zur katholischen Pfarrgemeinde St. Michael Wolfsburg mit Filialkirche im nähergelegenen Parsau. Das Freibad, die beiden Lebensmittelgeschäfte und das Gasthaus wurden geschlossen.
Zicherie liegt nur wenig östlich der B 244, die bis 1990 zwischen Wittingen und Helmstedt an der innerdeutschen Grenze entlangführte. Durch Kreisstraßen ist es mit Tülau-Fahrenhorst (K26), Böckwitz (K27) und Kaiserwinkel (K85) verbunden. Bis 1974 wurde der Bahnhof Tülau-Fahrenhorst an der Bahnstrecke Wittingen–Oebisfelde, der rund 2,5 Kilometer westlich von Zicherie lag, im Personenverkehr bedient. 2013 wird Zicherie montags bis freitags von Bussen der VLG-Linie 163 und der VB-Linie 165 von Brome aus erreicht.